# Sigmund Rolat
Sigmund A. Rolat, geboren als Zygmunt Rozenblat (Częstochowa, 1 juli 1930 – New York, 19 mei 2024), was een in Polen geboren Amerikaans-Joodse filantroop, kunstverzamelaar en zakenman. Hij is een van de oprichters van POLIN, Museum voor de Geschiedenis van de Poolse Joden en een belangrijke sponsor van talrijke liefdadigheidsinstellingen. 

## Biografie
Sigmund A. Rolat werd op 1 juli 1930 geboren als Zygmunt Rozenblat, in Częstochowa (Polen). Zijn grootvader Abram Rozenblat was de oprichter van de eerste Joodse basisschool waar alle vakken uitsluitend in het Pools werden onderwezen. Rolats gelukkige jeugd in het vooroorlogse Częstochowa heeft onvergetelijke herinneringen achtergelaten. In talloze memoires en in interviews, verwijst Rolat altijd naar Częstochowa als zijn "kleine vaderland".
Rolat is overlevende van de Holocaust. Hij zat gevangen in het getto van Częstochowa. Zijn ouders en oudere broer kwamen om tijdens de Duitse bezetting van Polen. Rolat's vader Henryk nam deel aan de opstand in Treblinka. Zijn moeder Mariane werd vermoord op de Joodse begraafplaats en daar begraven in een massagraf. Zijn broer Jerzyk, het jongste lid van het Joodse verzet in Częstochowa, werd in maart 1943 samen met vijf oudere vrienden geëxecuteerd door de nazi's op de Joodse begraafplaats. Ook de Poolse oppas van de familie, Elka, overleed in het getto van Częstochowa omdat ze ervoor had gekozen om gedurende de oorlog bij de familie Rolat te blijven.
Rolat overleed op 19 mei 2024 op 93-jarige leeftijd.